# Varvaro-Oleksandrivka, Dobrovelîcikivka
Varvaro-Oleksandrivka (în ucraineană Варваро-Олександрівка) este un sat în așezarea urbană Dobrovelîcikivka din regiunea Kirovohrad, Ucraina.

## Demografie
Componența lingvistică a localității Varvaro-Oleksandrivka
     Ucraineană (93,75%)
     Rusă (3,75%)
     Română (1,88%)
     Alte limbi (0,63%)
Conform recensământului din 2001, majoritatea populației localității Varvaro-Oleksandrivka era vorbitoare de ucraineană (93,75%), existând în minoritate și vorbitori de rusă (3,75%) și română (1,88%).